# Whatever and Ever Amen
Whatever and Ever Amen är den amerikanska pianorockgruppen Ben Folds Fives andra studioalbum, släppt den 5 februari 1997.
Albumet spelades in i ett hus som frontfiguren Ben Folds hade hyrt i Chapel Hill i North Carolina i USA. Detta ledde till en del bakgrundsljud. Ungefär 2:54 in i "Steven's Last Night in Town" kan man svagt höra en telefon som ringer. Man kan också höra basisten Robert Sledge skratta till. Folds har senare sagt att det var en vän som ringde från Minnesota och att signalen passade så bra in i låten att man lät den vara kvar. Dessutom hörs syrsor i bakgrunden under "Cigarette".
Albumets titel kommer från en textrad i "Battle of Who Could Care Less".
Låten "Steven's Last Night in Town" handlar om Folds vän Stephen Short, en producent och manager som vunnit flera Grammy Awards.
Texten till "Cigarette" inspirerades av en tidningsartikel om en man som ansökte om skilsmässa från sin fru när han fick reda på att hon hade en hjärntumör, eftersom hon inte var samma person som han gift sig med.[källa behövs] En uppföljare till "Cigarette", "Fred Jones Part 2", finns på Folds första soloalbum Rockin' the Suburbs.
Nick Hornby skriver om "Smoke" i sin bok 31 låtar.
En remastrad version av albumet släpptes den 22 mars 2005, med sju bonuslåtar. Två av dessa är covers, "Video Killed the Radio Star" av The Buggles och "She Don't Use Jelly" av The Flaming Lips.

## Låtlista
Alla låtar är skrivna och komponerade av Ben Folds förutom där annat anmärkts. 
| Nr           | Titel                                | Kompositör                             | Längd |
| ------------ | ------------------------------------ | -------------------------------------- | ----- |
| 1.           | One Angry Dwarf and 200 Solemn Faces |                                        | 3:52  |
| 2.           | Fair                                 |                                        | 5:55  |
| 3.           | Brick                                | Ben Folds, Darren Jessee               | 4:43  |
| 4.           | Song for the Dumped                  | Ben Folds, Darren Jessee               | 3:39  |
| 5.           | Selfless, Cold and Composed          |                                        | 6:10  |
| 6.           | Kate                                 | Ben Folds, Darren Jessee, Anna Goodman | 3:13  |
| 7.           | Smoke                                | Ben Folds, Anna Goodman                | 4:52  |
| 8.           | Cigarette                            |                                        | 1:38  |
| 9.           | Steven's Last Night in Town          |                                        | 3:27  |
| 10.          | Battle of Who Could Care Less        |                                        | 3:16  |
| 11.          | Missing the War                      |                                        | 4:19  |
| 12.          | Evaporated                           |                                        | 4:28  |
| Total längd: | Total längd:                         | Total längd:                           | 49:32 |

| 13.          | Song for the Dumped (Japanese Version) | Ben Folds, Darren Jessee | 5:03  |
| Total längd: | Total längd:                           | Total längd:             | 54:35 |

| 13.          | Video Killed the Radio Star             | Geoffrey Downes, Trevor Horn, Bruce Woolley            | 3:40  |
| 14.          | For All the Pretty People               | Robert Sledge                                          | 3:21  |
| 15.          | Mitchell Lane                           | Ben Folds, Darren Jessee                               | 3:40  |
| 16.          | Theme from 'Dr. Pyser' (Studio Version) |                                                        | 3:13  |
| 17.          | Air                                     | Ben Folds, Darren Jessee, Robert Sledge                | 3:20  |
| 18.          | She Don't Use Jelly (Lounge-A-Palooza)  | Wayne Coyne, Michael Ivins, Steven Drozd, Ronald Jones | 4:11  |
| 19.          | Song for the Dumped (Japanese Version)  | Ben Folds, Darren Jessee                               | 5:03  |
| Total längd: | Total längd:                            | Total längd:                                           | 76:00 |

## Medverkande

### Ben Folds Five
- Ben Folds – Piano, melodica, sång
- Robert Sledge – Elbas, kontrabas, bakgrundssång
- Darren Jessee – Trummor, bakgrundssång

### Övriga
- John Catchings – Cello
- Norwood Cheek – Synthesizer
- Matt Darriau – Klarinett
- David Davidson – Fiol
- Frank London – Trumpet
- John Mark Painter – Stråkarrangemang
- Caleb Southern – Hammondorgel
- Alicia Svigals – Fiol
- Chris Teale – Fiol
- Kristin Wilkinson – Altfiol

## Listplaceringar
- Japan – 6[1]
- Australien – 8[4]
- Storbritannien – 30[5]
- USA – 42[6]